# Daniïl Kviat
Daniïl Viatxeslàvovitx Kviat (en rus: Даниил Вячеславович Квят; Ufá, Baskortostán, Rússia, 26 d'abril de 1994), conegut internacionalment com a Daniil Kvyat, és un pilot rus d'automobilisme. Ha debutat en la Fórmula 1 com a substitut del pilot Daniel Ricciardo en l'equip italià Toro Rosso per a la temporada 2014. L'any 2012 va ser campió de la Fórmula Renault 2 amb 7 victòries. En 2013 va competir en la Fórmula 3 Europea i es va proclamar campió de la GP3 Sèries.

## Trajectòria
Daniïl va pujar a un kart amb vuit anys i als onze ja competia regularment. Un any després se'n va anar a viure a Roma amb la seva família, on va seguir foguejant-se com a pilot. Va aconseguir guanyar múltiples campionats mundials i europeus d'alta competitivitat, la qual cosa li va valer formar part del programa de joves pilots de Red Bull Racing.

### Formula BMW (2010)

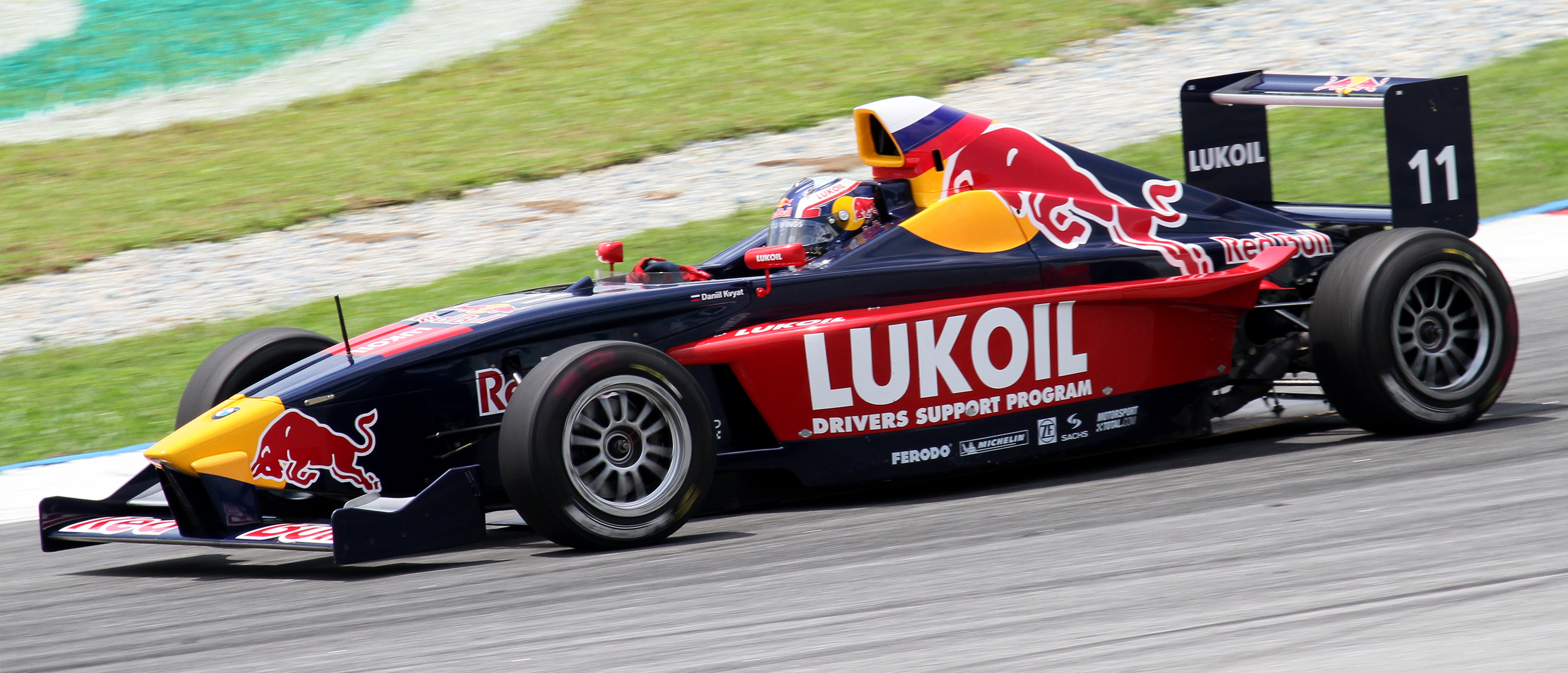
Kviat en la Fórmula BMW en el Circuit Internacional de Sepang.

Kviat va començar la seva carrera com a pilot de carreres per a l'equip EuroInternational en la temporada 2010 de la Fórmula BMW Pacífic, en el Circuit Internacional de Sepang. En la seva primera carrera va partir en sisena posició acabant dinovè i va ser cinquè en la seva segona carrera. Durant aquesta temporada, es va unir al Red Bull Junior Team, i va fer el seu debut en la Fórmula BMW Europa amb el mateix equip. Va acabar en desena posició i va obtenir un segon lloc a Monza.

### Toyota Racing Seriïs (2011)
L'any 2011, a més de córrer en gran nivell en la Formula Renault Eurocup, Formula Renault 2.0 NEC va competir en una de les categories més conegudes de cotxes de roda d'Oceania, la Toyota Racing Seriïs. Va quedar en el cinquè lloc malgrat no haver-hi disputat totes les carreres, ja que de les dotze que va córrer, la meitat de les vegades va pujar al podi, a més va aconseguir una pole position i una victòria en Manfeild, adjudicant-se el Dan Higgin's Trophy. En la carrera 2 en Manfeild, després d'una gran sortida va avançar a tres cotxes en una corba i va pujar al podi, una altra magistral actuació afegida al que la que havia fet en la carrera 3 de Paul Ricard, on va arrencar P14, va fer la volta ràpida i va pujar al podi en l'Eurocup. Va tancar l'any amb una xifra de 52 carreres, 10 victòries, 5 pole positions i 27 podis.

### GP3 (2013)
Kviat va participar en la temporada 2013 de GP3 Series amb l'equip MW Cremen, sent company d'equip de Carlos Sainz Jr., on va mostrar un ràpid progrés. No va tenir fortuna en la seva estrena en Barcelona, però va sumar els seus primers punts en la segona ronda (València), acabant 5º i 4º. En Silverstone, el rus va acabar les dues mànigues en 4t lloc i va obtenir una volta ràpida, mentre que en Hongria va aconseguir el seu primer podi en la categoria. Posteriorment aconsegueix guanyar en Spa i en Monza va tenir un cap de setmana memorable: en la primera carrera va partir des de la pole position, obtinguda per 0.5 segons d'avantatge sobre el seu company Robert Visoiu, va guanyar i va marcar la volta ràpida. En la segona màniga, amb graella invertida li va caldre arrencar des del vuitè lloc, a partir d'aquí, va remuntar fins al segon lloc, en una carrera interrompuda per banderes grogues. Aquesta actuació semblava rememorar la carrera on Lewis Hamilton va enlluernar en la GP2, en la segona carrera a Turquia de l'any 2006. Això li va permetre mantenir opcions de portar-se el títol fins a l'última carrera en Abu Dhabi, on va vèncer i es va proclamar campió.

### Fórmula 1 (2014)
Kviat va debutar en Melbourne, partint des de la vuitena posició i acabant novè, la qual cosa ho converteix en el pilot més jove de la història a puntuar en la Fórmula 1. Va aconseguir tornar a puntuar en Malàisia, Xina i Silverstone. Actualment té 6 punts i és el 15è classificat.

## Resultats en Fórmula 1
- El text en negreta indica pole position; el text en cursiva, volta ràpida.

| Any   | Escuderia          | 1     | 2      | 3      | 4      | 5      | 6       | 7       | 8       | 9     | 10      | 11     | 12    | 13     | 14     | 15     | 16  | 17  | 18     | 19     | Posició | Punts |
| ----- | ------------------ | ----- | ------ | ------ | ------ | ------ | ------- | ------- | ------- | ----- | ------- | ------ | ----- | ------ | ------ | ------ | --- | --- | ------ | ------ | ------- | ----- |
| 2013  | Toro Rosso-Ferrari | AUS   | MYS    | CHN    | BAH    | ESP    | MON     | CAN     | GBR     | ALE   | HUN     | BEL    | ITA   | SIN    | RCO    | JPN    | IND | ABU | USA TD | BRA TD | -       | -     |
| 2014* | Toro Rosso-Renault | AUS 9 | MYS 10 | BAH 11 | CHN 10 | ESP 14 | MON Ret | CAN Ret | AUT Ret | GBR 9 | ALE Ret | HUN 14 | BEL 9 | ITA 11 | SIN 14 | JPN 11 | RUS | USA | BRA    | ABU    | 15è     | 6     |

## Palmarès
- Subcampió de la Formula Renault 2.0 NEC 2011

- Subcampió de la Formula Renault Eurocup 2.0 2012

- Campió de la Fórmula Renault 2 en 2012.

- Campió de la GP3 en 2013.